# Винер, Мирон Исаакович
Миро́н Исаа́кович Ви́нер (1 сентября 1928, Умань, Черкасская область УССР — 5 декабря 2010, Москва) — советский волейболист и волейбольный тренер. Четырёхкратный чемпион СССР. Нападающий. Мастер спорта СССР (1952), заслуженный тренер СССР (1964).

## Биография
Родился 1 сентября 1928 года в Умани, Украинской ССР.
Выступал за московские команды «Медик» (до 1946), СКИФ (1946—1947), «Локомотив» (1947—1951), ВВС (1952—1953), ЦДСА/ЦСК МО (1954—1957). Четырёхкратный чемпион СССР (1952—1955), серебряный (1957) и бронзовый (1951) призёр чемпионатов СССР.
В 1950 окончил ГЦОЛИФК. С 1958 года на тренерской работе. В 1958—1980 — старший тренер женской волейбольной команды ЦСКА, пятикратного чемпиона СССР (1965, 1966, 1968, 1969, 1974), пятикратного серебряного (1962, 1972, 1973, 1977, 1979) и трёхкратного бронзового (1958, 1975, 1980) призёра союзных первенств, обладателя Кубка СССР 1972, двукратного обладателя Кубка европейских чемпионов (1966, 1967), двукратного победителя Кубка обладателей кубков ЕКВ (1973, 1974).
Старший тренер женской сборной Москвы, чемпиона СССР и Спартакиады народов СССР 1963 и 1967, серебряного (1959) и бронзового (1975) призёра Спартакиад. Тренер женской сборной СССР, серебряного призёра Олимпийских 1964, чемпиона Европы 1963.
Награждён медалью «За трудовую доблесть».
Умер 5 декабря 2010 года в Москве.